# Lista de prefeitos de Governador Valadares

Bandeira de Governador Valadares

Essa é a lista de prefeitos de Governador Valadares, município brasileiro no interior do estado de Minas Gerais, que ocuparam o cargo da administração municipal após a emancipação política da cidade. Governador Valadares se emancipou em 30 de janeiro de 1938. Posteriormente, Moacyr Palleta de Cerqueira Lage foi empossado pelo governador Benedito Valadares em 1º de fevereiro do mesmo ano.
A administração municipal se dá pelos Poderes Executivo e Legislativo, sendo o primeiro representado pelo prefeito e seu gabinete de secretários, em conformidade ao modelo proposto pela Constituição Federal. Além de Moacyr Palleta, outras 27 pessoas estiveram à frente do cargo. O prefeito que venceu a eleição municipal de 2024, por sua vez, foi Sandro Lúcio Fonseca (Coronel Sandro), eleito pelo Partido Liberal (PL) para seu primeiro mandato.

## Prefeitos de Governador Valadares
| Nº | Prefeito(a)                          | Partido | Início do mandato       | Fim do mandato                   | Observações                                             |
| -- | ------------------------------------ | ------- | ----------------------- | -------------------------------- | ------------------------------------------------------- |
| 1  | Moacyr Palleta de Cerqueira Lage     | PP      | 1º de fevereiro de 1938 | 2 de fevereiro de 1943           | Prefeito nomeado                                        |
| 2  | José Paulo Fernandes                 | PP      | 2 de fevereiro de 1943  | 25 de fevereiro de 1943          | Prefeito nomeado                                        |
| 3  | Raimundo Soares de Albergaria Filho  | PSD     | 25 de fevereiro de 1943 | 16 de novembro de 1945           | Prefeito nomeado                                        |
| 4  | Joaquim Martins de Assis Costa       | PSD     | 17 de novembro de 1945  | 30 de dezembro de 1945           | Prefeito nomeado                                        |
| 5  | Salomão Barroso                      | PSD     | 30 de dezembro de 1945  | 15 de fevereiro de 1946          | Prefeito nomeado                                        |
| —  | Raimundo Soares de Albergaria Filho  | PSD     | 15 de fevereiro de 1946 | 30 de dezembro de 1946           | Prefeito nomeado                                        |
| 6  | Bruno Chaves                         | PSD     | 30 de dezembro de 1946  | 3 de janeiro de 1947             | Prefeito nomeado                                        |
| 7  | Francisco Esteves Neves              | PSD     | 3 de janeiro de 1947    | 15 de abril de 1947              | Prefeito nomeado                                        |
| 8  | Abílio Rodrigues Pato                | UDN     | 15 de abril de 1947     | 15 de dezembro de 1947           | Prefeito nomeado                                        |
| 9  | Dilermando Rodrigues de Melo         | UDN     | 15 de dezembro de 1947  | 31 de janeiro de 1951            | Prefeito eleito em sufrágio universal                   |
| —  | Raimundo Soares de Albergaria Filho  | PSD     | 31 de janeiro de 1951   | 31 de janeiro de 1955            | Prefeito eleito em sufrágio universal                   |
| 10 | Ladislau Salles                      | PRP     | 31 de janeiro de 1955   | 31 de janeiro de 1959            | Prefeito eleito em sufrágio universal                   |
| —  | Raimundo Soares de Albergaria Filho  | PSD     | 31 de janeiro de 1959   | 1º de fevereiro de 1963          | Prefeito eleito em sufrágio universal                   |
| 11 | Seleme Hilel                         | PSD     | 22 de agosto de 1962    | 8 de outubro de 1962             |                                                         |
| 12 | Joaquim Pedro Nascimento             | ARENA   | 1º de fevereiro de 1963 | 31 de janeiro de 1967            |                                                         |
| 13 | Hermírio Gomes da Silva              | ARENA   | 31 de janeiro de 1967   | 31 de janeiro de 1971            |                                                         |
| 14 | Sebastião Rodrigues da Cunha         | ARENA   | 7 de agosto de 1967     | 25 de setembro de 1971           | Prefeito eleito em sufrágio universal                   |
| 15 | Sebastião Mendes Barros              | MDB     | 31 de janeiro de 1971   | 31 de janeiro de 1973            | Prefeito eleito em sufrágio universal                   |
| —  | Hermírio Gomes da Silva              | ARENA   | 31 de janeiro de 1973   | 31 de janeiro de 1977            | Prefeito eleito em sufrágio universal                   |
| 16 | Ronald Amaral                        | ARENA   | 31 de outubro de 1973   | 30 de novembro de 1973           |                                                         |
| 17 | Raimundo Monteiro Resende            | PDS     | 31 de janeiro de 1977   | 14 de maio de 1982               | Prefeito eleito em sufrágio universal                   |
| 18 | Ronaldo Perim                        | PMDB    | 5 de janeiro de 1982    | 28 de janeiro de 1982            | Vice-prefeito eleito no cargo interinamente             |
| 19 | José Fernandes                       | PMDB    | 14 de maio de 1982      | 2 de fevereiro de 1983           | Prefeito eleito em sufrágio universal                   |
| —  | Ronaldo Perim                        | PMDB    | 2 de fevereiro de 1983  | 1º de janeiro de 1989            | Prefeito eleito em sufrágio universal                   |
| 20 | José Bonifácio Mourão                | PMDB    | 26 de março de 1986     | 22 de abril de 1986              | Vice-prefeito eleito no cargo interinamente             |
| 21 | Gilson Motta Santos                  | PMDB    | 7 de maio de 1987       | 2 de junho de 1987               | Presidente da Câmara no cargo interinamente             |
| —  | Gilson Motta Santos                  | PMDB    | 11 de setembro de 1987  | 19 de outubro de 1987            | Presidente da Câmara no cargo interinamente             |
| 22 | Ruy Moreira de Carvalho              | PMDB    | 1º de janeiro de 1989   | 1º de janeiro de 1993            | Prefeito eleito em sufrágio universal                   |
| 23 | Paulo Fernando Soares de Oliveira    | PRN     | 1º de janeiro de 1993   | 1º de janeiro de 1997            | Prefeito eleito em sufrágio universal                   |
| —  | José Bonifácio Mourão                | PMDB    | 1º de janeiro de 1997   | 1º de janeiro de 2001            | Prefeito eleito em sufrágio universal                   |
| 24 | Édson Gualberto de Souza             | PMDB    | 30 de dezembro de 1997  | 29 de janeiro de 1998            | Vice-prefeito eleito no cargo de prefeito interinamente |
| 25 | João Domingos Fassarella             | PT      | 1º de janeiro de 2001   | 1º de janeiro de 2005            | Prefeito eleito em sufrágio universal                   |
| —  | José Bonifácio Mourão                | PSDB    | 1º de janeiro de 2005   | 1º de janeiro de 2009            | Prefeito eleito em sufrágio universal                   |
| 26 | Elisa Maria Costa                    | PT      | 1º de janeiro de 2009   | 1º de janeiro de 2013            | Prefeita eleita em sufrágio universal                   |
| 26 | Elisa Maria Costa                    | PT      | 1º de janeiro de 2013   | 1º de janeiro de 2017            | Prefeita reeleita em sufrágio universal                 |
| 27 | André Luiz Coelho Merlo              | PSDB    | 1º de janeiro de 2017   | 1º de janeiro de 2021            | Prefeito eleito em sufrágio universal                   |
| 27 | André Luiz Coelho Merlo              | UNIÃO   | 1º de janeiro de 2021   | 1º de janeiro de 2025            | Prefeito reeleito em sufrágio universal                 |
| 28 | Sandro Lúcio Fonseca, Coronel Sandro | PL      | 1º de janeiro de 2025   | 1º de janeiro de 2029 (previsão) | Prefeito eleito em sufrágio universal                   |